# Береснев, Борис Иванович
Борис Иванович Береснев (26 марта 1928, Курган, Уральская область — 18 декабря 1990, Прага) — советский физик, доктор технических наук. Создатель научной школы по исследованию процессов пластической деформации материалов с использованием высоких гидростатических давлений.

## Биография
Борис Иванович Береснев родился 26 марта 1928 года в городе Кургане Курганского округа Уральской области, ныне город — административный центр Курганской области.
В 1952 году окончил Московский институт химического машиностроения и был направлен на работу в конструкторский отдел Института физики металлов. Разрабатывал аппаратуру высокого давления.
Леонид Фёдорович Верещагин конструктора Б.И. Береснева к себе в аспирантуру. В 1953 году поступил в аспирантуру. В 1953–1957 годах работал в Институте физики высоких давлений. Под руководством академика Л.Ф. Верещагина были выполнены эксперименты по растяжению разных металлов под высоким давлением, изучалось действие давления на пластичность этих материалов в зависимости от их кристаллического строения и структурного состояния. Исследования выполнялись группой в составе доктора физико-математических наук Ю.Н. Рябинина, кандидата физико-математических наук Л.Д. Лифшица, Л.Ф. Балашова и Б.И. Береснева.
Б.И. Береснев разработал установку для выдавливания жидкостью металлов (гидроэкструзии) до давлений 1000 МПа. В ней давление жидкости создавалось с помощью гидрокомпрессора. В серии экспериментов по гидроэкструзии меди, алюминия и его сплавов, а также малоуглеродистых сталей были установлены параметры, определяющие оптимальные условия осуществления процесса: тип рабочей жидкости и её сжимаемость под давлением, вид смазки и покрытия поверхности заготовок, угол конуса матрицы, степень деформации материала заготовки и соотношение объёма жидкости в контейнере с объёмом заготовки. Б.И. Береснев первый в СССР осуществил эти исследования и показал перспективность метода гидроэкструзии и что для ряда металлов и сплавов значительного повышения пластичности можно достигнуть за счёт воздействия давления и температуры в диапазоне 200—250°С.
В 1960 году защитил кандидатскую диссертацию «Условия истечения и изменение механических свойств металлов при выдавливании их жидкостью высокого давления».
С 1961 года работал в Институт физики земли АН СССР. Проводил эксперименты по осадке под давлением образцов некоторых горных пород, отличающихся как минералогическим составом, так и структурным строением. Опыты по осадке под давлением жидкости минералов диабаза, эклогита, гранита и дунита показали, что эти хрупкие при атмосферном давлении материалы, при воздействии высокого давления жидкости до 1000 МПа приобретают значительную пластичность. Под руководством Б.И. Береснева и Е.Д. Мартынова была создана установка высокого давления М-20, позволяющая осуществлять растяжение и сжатие металлических образцов при постоянном давлении, испытания на ползучесть и выполнение процессов гидроэкструзии различных металлов и сплавов.
В 1970 г. академик Сергей Васильевич Вонсовский предложил ему перейти на работу в Институт физики металлов Уральского научного центра АН СССР и организовать и возглавить лабораторию гидроэкструзии. С 1972 по 1978 год Б.И. Береснев большое внимание уделял созданию опытно-промышленных установок и технологиям гидроэкструзии заготовок из конструкционных сталей и сплавов цветных металлов. Он предложил создать процесс гидроэкструзии толстостенных трубных заготовок с отверстиями малых диаметров большой длины. По его инициативе разработаны гидростаты, которые использовались для обработки изделий из порошков жидкостью высокого давления в целях повышения плотности перед спеканием и изготовления специальных заготовок различных форм. Гидростаты демонстрировались на международных выставках в Польше и Германской Демократической Республике. На выставке в Лейпциге Институт физики металлов получил золотую медаль за конструкцию гидростата.
В 1974 году защитил докторскую диссертацию.
26 марта 1978 года, в день своего 50-летнего юбилея был избран член-корреспондентом Академии наук Украинской ССР. Он переехал в город Донецк и в Донецком физико-техническом институте Академии наук Украинской ССР возглавил отделение «Гидростатическая обработка материалов», в состав которого вошли несколько «давленческих» и структурных лабораторий.
В 1981 г. он был избран членом-корреспондентом Международной ассоциации по развитию исследований при высоких давлениях (AIRAPT).
Принимал активное участие в проведении Всесоюзных и международных конференций по фундаментальным и прикладным аспектам физики и техники высоких давлений. Им опубликовано в соавторстве 6 монографий, более 200 статей, он автор 40 изобретений. Под его руководством защищены 20 кандидатских диссертаций.
Борис Иванович Береснев умер 18 декабря или 28 декабря 1990 года в городе Праге Чешской Республики Чешской и Словацкой Федеративной Республики. Похоронен в городе Москве.

## Научные труды
- Некоторые вопросы больших пластических деформаций металлов при высоких давлениях / Б. И. Береснев, Л. Ф. Верещагин, Ю. Н. Рябинин, Л. Д. Лившиц. — М.: Изд-во Акад. наук СССР, 1960. — 80 с. — 3500 экз.[7]
- Пластичность и прочность твёрдых тел при высоких давлениях / Б. И. Береснев, Е. Д. Мартынов, К. П. Родионов и др.. — М.: Наука, 1970. — 162 с. — 2700 экз.[8]
- Процесс гидроэкструзии / Береснев Б.И., Трушин Е.В.. — М.: Наука, 1976. — 199 с. — 1900 экз.[9]
- Физические основы и практическое применение гидроэкструзии / Б.И. Береснев,  К.Н. Езерский, Е.В. Трушин. — М.: Наука, 1981. — 239 с. — 750 экз.[10]
- Высокие давления в современных технологиях обработки материалов / Б. И. Береснев, К. И. Езерский, Е. В. Трушин, Б. И. Каменецкий; Отв. ред. Г. В. Курдюмов. — М.: Наука, 1988. — 244 с. — 1500 экз. — ISBN 5-02-005968-4.[11]
- B.I. Beresnev, L.F. Vereschagin, Yu.N. Ryabinin and L.D. Livshits. Some Problems of Large Plastic Deformation of Metals at High Pressures (англ.). — Oxford-London-New York-Paris: Pergamon Press Ltd., 1963. — 80 p.